# Heliosejsmologia

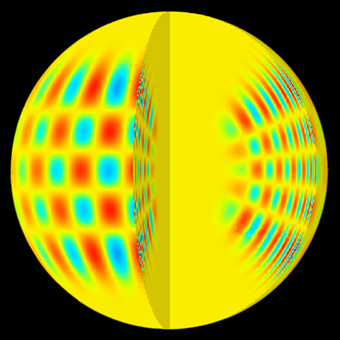
Obraz wygenerowany komputerowo przedstawiający wzór słonecznej oscylacji akustycznej (typu p) na powierzchni Słońca i w jego wnętrzu

Heliosejsmologia – nauka zajmująca się badaniem wnętrza Słońca poprzez spektroskopowe obserwacje drgań powierzchni, np. za pomocą orbitalnego obserwatorium słonecznego SOHO.
Heliosejsmologia jest jedną z najmłodszych gałęzi astrofizyki. Pierwsze badania przeprowadzono pod koniec lat 60. XX wieku, gdy Robert Leighton zaobserwował na powierzchni Słońca drgania materii, wówczas niezrozumiałe, a które określano jako „oscylacje pola prędkości” plazmy słonecznej.
Sklasyfikowano kilka rodzajów fal powodujących oscylacje, w tym krótkookresowe fale ciśnieniowe przy widocznej powierzchni gwiazdy, oraz fale typu grawitacyjnego, o dłuższych okresach w głębokim wnętrzu.
Obserwacje te posłużyły do wyznaczenia zmian prędkości rotacji wnętrza Słońca. Duże wartości parametru, jakie uzyskiwano dla jądra gwiazdy, okazały się niestabilnościami numerycznymi. Obecnie wiadomo, że obszar ten rotuje znacznie wolniej.